# NGC 2413
NGC 2413 is een open sterrenhoop in het sterrenbeeld Achtersteven. Het hemelobject werd op 19 maart 1786 ontdekt door de Duits-Britse astronoom William Herschel.